# Discografia dei Roxette
Questa pagina contiene la discografia del gruppo musicale pop Roxette, che dopo gli ABBA sono il gruppo svedese ad aver avuto maggior successo commerciale nel mondo. Si è stimato che abbiano venduto 45 milioni di album e 25 milioni di singoli.

## Album
| Anno | Titolo | Posizione più alta | Posizione più alta | Posizione più alta | Posizione più alta | Posizione più alta | Posizione più alta | Posizione più alta | Posizione più alta | Posizione più alta | Posizione più alta | Posizione più alta | Posizione più alta | Vendite    |
| Anno | Titolo | SWE                | AUS                | AUT                | CAN                | DK                 | FIN                | GER                | NLD                | NOR                | SWI                | UK                 | US                 | Vendite    |
| ---- | --- | ------------------ | ------------------ | ------------------ | ------------------ | ------------------ | ------------------ | ------------------ | ------------------ | ------------------ | ------------------ | ------------------ | ------------------ | ---------- |
| 1986 | Pearls of Passion - Data di pubblicazione: 31 ottobre 1986 - Etichetta:EMI (EMI #36196) - Formati: CD, Cassette, LP                                                                       | 2                  | —                  | —                  | —                  | —                  | —                  | —                  | —                  | —                  | —                  | —                  | —                  | 800.000    |
| 1988 | Look Sharp! - Data di pubblicazione: 19 ottobre 1988 - Etichetta: EMI (EMI #E2-91098) - Formati: CD, Cassette, LP                                                                         | 1                  | 2                  | 3                  | 8                  | —                  | —                  | 7                  | —                  | 1                  | 4                  | 2                  | 23                 | 10.000.000 |
| 1991 | Joyride - Data di pubblicazione: 28 marzo 1991 - Etichetta: EMI (EMI #7960482) - Formati: CD, Cassette, LP                                                                                | 1                  | 2                  | 1                  | 1                  | —                  | —                  | 1                  | —                  | 1                  | 2                  | 1                  | 12                 | 12.000.000 |
| 1992 | Tourism - Data di pubblicazione: 28 agosto 1992 - Etichetta: EMI (EMI #0777-99929-2) - Formati: CD, Cassette, LP                                                                          | 1                  | 3                  | 2                  | 19                 | —                  | —                  | 1                  | 41                 | 1                  | 1                  | 2                  | 117                | 7.000.000  |
| 1994 | Crash! Boom! Bang! - Data di pubblicazione: 9 aprile 1994 - Etichetta: EMI (EMI #7243828727) - Formati: CD, Cassette, LP                                                                  | 1                  | 3                  | 3                  | 13                 | —                  | —                  | 2                  | 6                  | 6                  | 1                  | 3                  | —                  | 5.000.000  |
| 1999 | Have A Nice Day - Data di pubblicazione: 9 marzo 1999 - Etichetta: EMI (EMI #499461) - Formati: CD, Cassette, LP                                                                          | 1                  | 62                 | 3                  | —                  | —                  | 8                  | 2                  | 12                 | 6                  | 2                  | 28                 | —                  | 2.500.000  |
| 2001 | Room Service - Data di pubblicazione: 3 aprile 2001 - Etichetta: EMI (EMI #532043) - Formati: CD, Cassette, LP                                                                            | 1                  | —                  | 4                  | —                  | 12                 | 10                 | 3                  | 80                 | 7                  | 2                  | 120                | —                  | 2.000.000  |
| 2011 | Charm School - Data di pubblicazione: 11 febbraio 2011 - Etichetta: Capitol - Formati: CD (Standard), 2 CD (Deluxe), LP, Digital Download                                                 | 2                  | 49                 | 2                  | —                  | —                  | 34                 | 1                  | 21                 | 26                 | 1                  | 122                | —                  |            |
| 2012 | Travelling - Data di pubblicazione: 26 marzo 2012 - Etichetta: Capitol - Formati: CD, 2 LP, Digital Download                                                                              | 7                  | —                  | 15                 | —                  | —                  | 27                 | 7                  | 32                 | 36                 | 12                 | 143                | —                  |            |
| 2016 | Good Karma - Data di pubblicazione: 3 Giugno 2016 - Etichetta: Warner Music Group (Roxette Recordings / Parlophone Music Sweden / Warner Music Group) - Formati: CD, LP, Digital Download | 2                  | 25                 | 10                 | —                  | —                  | 11                 | 11                 | 36                 | 29                 | 2                  | 61                 | —                  |            |

## Album dal vivo
| Anno | Titolo | Posizione in classifica | Posizione in classifica | Posizione in classifica | Posizione in classifica | Posizione in classifica | Posizione in classifica | Posizione in classifica | Posizione in classifica | Posizione in classifica | Posizione in classifica | Posizione in classifica | Posizione in classifica | Vendite |
| Anno | Titolo | SWE                     | AUS                     | AUT                     | CAN                     | DK                      | FIN                     | GER                     | NLD                     | NOR                     | SWI                     | UK                      | US                      | Vendite |
| ---- | --- | ----------------------- | ----------------------- | ----------------------- | ----------------------- | ----------------------- | ----------------------- | ----------------------- | ----------------------- | ----------------------- | ----------------------- | ----------------------- | ----------------------- | ------- |
| 2013 | Travelling The World - Live at Caupolican, Santiago, Chile May 5, 2012 - Data di pubblicazione: December 6, 2013 - Etichetta: Parlophone/Warner Music - Formato: Digitale | —                       | —                       | —                       | —                       | —                       | —                       | —                       | —                       | —                       | —                       | —                       | —                       | —       |

## Raccolte
| Anno | Titolo | Posizione in classifica | Posizione in classifica | Posizione in classifica | Posizione in classifica | Posizione in classifica | Posizione in classifica | Posizione in classifica | Posizione in classifica | Posizione in classifica | Posizione in classifica | Posizione in classifica | Posizione in classifica | Vendite   |
| Anno | Titolo | SWE                     | AUS                     | AUT                     | CAN                     | DK                      | FIN                     | GER                     | NLD                     | NOR                     | SWI                     | UK                      | US                      | Vendite   |
| ---- | --- | ----------------------- | ----------------------- | ----------------------- | ----------------------- | ----------------------- | ----------------------- | ----------------------- | ----------------------- | ----------------------- | ----------------------- | ----------------------- | ----------------------- | --------- |
| 1995 | Rarities - Data di pubblicazione: 17 febbraio 1995 - Etichetta: EMI (EMI #8322772) - Formati: CD, Cassette                                                                              | —                       | —                       | —                       | —                       | —                       | —                       | —                       | —                       | —                       | —                       | —                       | —                       |           |
| 1995 | Don't Bore Us, Get to the Chorus! - Data di pubblicazione: 20 dicembre 1995 - Etichetta: EMI (EMI #835466) - Formati: CD, Cassette, LP                                                  | 2                       | 10                      | 4                       | 36                      | —                       | 2                       | 7                       | 12                      | 14                      | 2                       | 5                       | —                       | 5.000.000 |
| 1996 | Baladas En Español - Data di pubblicazione: 2 dicembre 1996 - Etichetta: EMI (EMI #54414) - Formati: CD, Cassette                                                                       | —                       | —                       | —                       | —                       | —                       | —                       | —                       | —                       | —                       | —                       | —                       | —                       | 1.200.000 |
| 2002 | The Ballad Hits - Data di pubblicazione: 4 novembre 2002 - Etichetta: EMI (EMI #42798) - Formati: CD (standard), CD+EP (edizione speciale), Cassette                                    | 5                       | —                       | 16                      | —                       | 3                       | 15                      | 10                      | 4                       | 8                       | 8                       | 11                      | —                       | 1.500.000 |
| 2003 | The Pop Hits - Data di pubblicazione: 24 marzo 2003 - Etichetta: EMI (EMI #90948) - Formati: CD (standard), CD+EP (edizione speciale), Cassette                                         | 16                      | —                       | 32                      | —                       | 17                      | 40                      | 22                      | 27                      | 13                      | 27                      | 84                      | —                       | 600.000   |
| 2006 | A Collection of Roxette Hits: Their 20 Greatest Songs! - Data di pubblicazione: 18 ottobre 2006 - Etichetta: EMI (EMI #0946367978) - Formati: CD (standard), CD+DVD (edizione speciale) | 2                       | 93                      | 8                       | —                       | 9                       | 40                      | 21                      | 48                      | 7                       | 7                       | 22                      | —                       | 1.000.000 |
| 2006 | The RoxBox/Roxette 86-06 - Data di pubblicazione: 18 ottobre 2006 - Etichetta: EMI (EMI #67972) - Formati: CDx4 e DVD                                                                   | 20                      | —                       | —                       | —                       | —                       | —                       | —                       | —                       | —                       | —                       | —                       | —                       | —         |
| 2011 | Greatest Hits (Solo in Usa) - Data di pubblicazione: 26 Luglio 2011 - Etichetta: Capitol Records (Roxette Recordings #?) - Formati: CD, Digitale                                        | —                       | —                       | —                       | —                       | —                       | —                       | —                       | —                       | —                       | —                       | —                       | —                       | —         |
| 2014 | XXX - The 30 Biggest Hits - Data di pubblicazione: 11 Novembre 2014 - Etichetta: Warner Music (Roxette Recordings #?) - Formati: CDx2, Digitale                                         | 46                      | 27                      | 49                      | —                       | —                       | 14                      | 95                      | —                       | 11                      | —                       | —                       | —                       | —         |
| 2020 | Bag Of Trix, Music From The Roxette Vaults - Data di pubblicazione: 11 Dicembre 2020 - Etichetta: Rhino Records (Roxette Recordings #?) - Formati: Digitale, 4LP, 3CD                   | —                       | —                       | —                       | —                       | —                       | —                       | —                       | —                       | —                       | —                       | —                       | —                       | —         |

## Remix album
| Anno | Titolo | Posizione in classifica | Posizione in classifica | Posizione in classifica | Posizione in classifica | Posizione in classifica | Posizione in classifica | Posizione in classifica | Posizione in classifica | Posizione in classifica | Posizione in classifica | Posizione in classifica | Posizione in classifica | Vendite |
| Anno | Titolo | SWE                     | AUS                     | AUT                     | CAN                     | DK                      | FIN                     | GER                     | NLD                     | NOR                     | SWI                     | UK                      | US                      | Vendite |
| ---- | --- | ----------------------- | ----------------------- | ----------------------- | ----------------------- | ----------------------- | ----------------------- | ----------------------- | ----------------------- | ----------------------- | ----------------------- | ----------------------- | ----------------------- | ------- |
| 1987 | Dance Passion - Data di pubblicazione: 27 marzo 1987 - Etichetta: EMI (EMI #433232) - Formati: LP, CD (bootleg) | 19                      | —                       | —                       | —                       | —                       | —                       | —                       | —                       | —                       | —                       | —                       | —                       |         |

## Singoli
| Anno | Singolo                                                     | Posizione più alta | Posizione più alta | Posizione più alta | Posizione più alta | Posizione più alta | Posizione più alta | Posizione più alta | Posizione più alta | Posizione più alta | Posizione più alta | Posizione più alta | Album                                                   |
| Anno | Singolo                                                     | UK                 | USA                | Hot AC             | AUS                | GER                | AUT                | ITA                | SWI                | SWE                | NOR                | IRE                | Album                                                   |
| ---- | ----------------------------------------------------------- | ------------------ | ------------------ | ------------------ | ------------------ | ------------------ | ------------------ | ------------------ | ------------------ | ------------------ | ------------------ | ------------------ | ------------------------------------------------------- |
| 1986 | "Neverending Love"                                          | —                  | —                  | —                  | —                  | —                  | —                  | —                  | —                  | 3                  | —                  | —                  | Pearls of Passion                                       |
| 1986 | "Goodbye to You"                                            | —                  | —                  | —                  | —                  | —                  | —                  | —                  | —                  | 9                  | —                  | —                  | Pearls of Passion                                       |
| 1987 | "Soul Deep"                                                 | —                  | —                  | —                  | —                  | —                  | —                  | —                  | —                  | 18                 | —                  | —                  | Pearls of Passion                                       |
| 1987 | "I Want You" feat. Eva Dahlgren and Ratata                  | —                  | —                  | —                  | —                  | —                  | —                  | —                  | —                  | —                  | —                  | —                  |                                                         |
| 1987 | "It Must Have Been Love (Christmas for the Broken Hearted)" | —                  | —                  | —                  | —                  | —                  | —                  | —                  | —                  | —                  | —                  | —                  |                                                         |
| 1988 | "I Call Your Name"                                          | —                  | —                  | —                  | —                  | —                  | —                  | —                  | —                  | —                  | —                  | —                  | Pearls of Passion                                       |
| 1988 | "Dressed for Success"                                       | 18                 | 14                 | —                  | 3                  | 16                 | 6                  | 14                 | 4                  | 2                  | —                  | 14                 | Look Sharp!                                             |
| 1988 | "Listen to Your Heart"                                      | 6                  | 1                  | 2                  | 10                 | 7                  | 2                  | 18                 | 8                  | 3                  | —                  | 5                  | Look Sharp!                                             |
| 1988 | "Chances"                                                   | —                  | —                  | —                  | —                  | —                  | —                  | —                  | —                  | —                  | —                  | —                  | Look Sharp!                                             |
| 1989 | "The Look"                                                  | 7                  | 1                  | —                  | 1                  | 1                  | 2                  | 3                  | 1                  | 6                  | 1                  | 10                 | Look Sharp!                                             |
| 1989 | "Dangerous"                                                 | 6                  | 2                  | 21                 | 9                  | 8                  | 8                  | 26                 | 10                 | 9                  | —                  | —                  | Look Sharp!                                             |
| 1990 | "It Must Have Been Love"                                    | 3                  | 1                  | 2                  | 1                  | 4                  | 3                  | 13                 | 1                  | 4                  | 1                  | 5                  | Pretty Woman                                            |
| 1991 | "Joyride"                                                   | 4                  | 1                  | 21                 | 1                  | 1                  | 1                  | 4                  | 1                  | 1                  | 1                  | 9                  | Joyride                                                 |
| 1991 | "Fading Like a Flower (Every Time You Leave)"               | 12                 | 2                  | 5                  | 7                  | 5                  | 6                  | 12                 | 3                  | 5                  | 4                  | 4                  | Joyride                                                 |
| 1991 | "The Big L"                                                 | 21                 | —                  | —                  | 20                 | 13                 | 11                 | —                  | 13                 | 10                 | —                  | 9                  | Joyride                                                 |
| 1991 | "Spending My Time"                                          | 22                 | 32                 | 20                 | 16                 | 9                  | 16                 | 12                 | 15                 | 11                 | —                  | 23                 | Joyride                                                 |
| 1992 | "Church of Your Heart"                                      | 21                 | 36                 | 24                 | 56                 | 28                 | 24                 | —                  | —                  | 21                 | —                  | 24                 | Joyride                                                 |
| 1992 | "How Do You Do!"                                            | 13                 | 58                 | —                  | 13                 | 2                  | 2                  | 2                  | 2                  | 1                  | 15                 | —                  | Tourism                                                 |
| 1992 | "Queen of Rain"                                             | 28                 | —                  | —                  | 77                 | 19                 | —                  | —                  | 27                 | 12                 | —                  | —                  | Tourism                                                 |
| 1993 | "Fingertips '93"                                            | —                  | —                  | —                  | —                  | 45                 | —                  | —                  | —                  | 39                 | —                  | —                  | Tourism                                                 |
| 1993 | "Almost Unreal"                                             | 7                  | 94                 | —                  | 17                 | 20                 | 20                 | —                  | 15                 | 8                  | 6                  | 5                  | Super Mario Bros.                                       |
| 1994 | "Sleeping in My Car"                                        | 14                 | 50                 | —                  | 18                 | 11                 | 6                  | —                  | 7                  | 1                  | 3                  | 16                 | Crash! Boom! Bang!                                      |
| 1994 | "Crash! Boom! Bang!"                                        | 26                 | —                  | —                  | —                  | 31                 | 19                 | —                  | —                  | 17                 | —                  | —                  | Crash! Boom! Bang!                                      |
| 1994 | "Fireworks"                                                 | 30                 | —                  | —                  | —                  | 51                 | 18                 | —                  | —                  | 34                 | —                  | —                  | Crash! Boom! Bang!                                      |
| 1994 | "Run to You"                                                | 27                 | —                  | —                  | 49                 | 51                 | —                  | —                  | 31                 | —                  | —                  | —                  | Crash! Boom! Bang!                                      |
| 1995 | "Vulnerable"                                                | 44                 | —                  | —                  | —                  | 71                 | —                  | —                  | —                  | 12                 | —                  | —                  | Crash! Boom! Bang!                                      |
| 1995 | "You Don't Understand Me"                                   | 42                 | —                  | —                  | —                  | 44                 | 25                 | 18                 | —                  | 9                  | —                  | —                  | Don't Bore Us, Get to the Chorus!                       |
| 1995 | "The Look '95"                                              | 28                 | —                  | —                  | —                  | —                  | —                  | —                  | —                  | —                  | —                  | —                  |                                                         |
| 1996 | "June Afternoon"                                            | 52                 | —                  | —                  | —                  | 57                 | —                  | —                  | 35                 | 24                 | —                  | —                  | Don't Bore Us, Get to the Chorus!                       |
| 1996 | "She Doesn't Live Here Anymore"                             | —                  | —                  | —                  | —                  | 86                 | —                  | —                  | —                  | —                  | —                  | —                  | Don't Bore Us, Get to the Chorus!                       |
| 1996 | "Un Día Sin Ti"                                             | —                  | —                  | —                  | —                  | —                  | —                  | —                  | —                  | —                  | —                  | —                  | Baladas En Español                                      |
| 1997 | "No Sé Si Es Amor"                                          | —                  | —                  | —                  | —                  | —                  | —                  | —                  | —                  | —                  | —                  | —                  | Baladas En Español                                      |
| 1999 | "Wish I Could Fly"                                          | 11                 | —                  | 27                 | 56                 | 26                 | 11                 | 8                  | 12                 | 4                  | 13                 | —                  | Have A Nice Day                                         |
| 1999 | "Anyone"                                                    | —                  | —                  | —                  | —                  | 62                 | —                  | —                  | 30                 | 35                 | —                  | —                  | Have A Nice Day                                         |
| 1999 | "Stars"                                                     | 56                 | —                  | —                  | —                  | 23                 | —                  | —                  | 28                 | 13                 | 11                 | —                  | Have A Nice Day                                         |
| 1999 | "Salvation"                                                 | —                  | —                  | —                  | —                  | 80                 | —                  | —                  | —                  | 46                 | —                  | —                  | Have A Nice Day                                         |
| 2001 | "The Centre of the Heart (Is a Suburb to the Brain)"        | —                  | —                  | —                  | —                  | 31                 | 30                 | 43                 | 28                 | 1                  | —                  | —                  | Room Service                                            |
| 2001 | "Real Sugar"                                                | —                  | —                  | —                  | —                  | 96                 | —                  | —                  | 72                 | 23                 | —                  | —                  | Room Service                                            |
| 2001 | "Milk and Toast and Honey"                                  | 89                 | —                  | —                  | —                  | 54                 | —                  | —                  | 29                 | 21                 | —                  | —                  | Room Service                                            |
| 2002 | "A Thing About You"                                         | 77                 | —                  | —                  | —                  | 37                 | 39                 | 35                 | 35                 | 14                 | —                  | —                  | The Ballad Hits                                         |
| 2003 | "Opportunity Nox"                                           | —                  | —                  | —                  | —                  | 69                 | —                  | —                  | 87                 | 11                 | —                  | —                  | The Pop Hits                                            |
| 2006 | "The Rox Medley"                                            | —                  | —                  | —                  | —                  | —                  | —                  | —                  | —                  | 19                 | —                  | —                  | One Wish (Single)                                       |
| 2006 | "One Wish"                                                  | —                  | —                  | —                  | —                  | 50                 | 56                 | —                  | 56                 | 2                  | —                  | —                  | A Collection of Roxette Hits! - Their 20 Greatest Songs |
| 2007 | "Reveal"                                                    | —                  | —                  | —                  | —                  | —                  | —                  | —                  | —                  | 59                 | —                  | —                  | A Collection of Roxette Hits! - Their 20 Greatest Songs |
| 2011 | "She's Got Nothing On (But the Radio)"                      | —                  | —                  | 29                 | —                  | 10                 | 9                  | —                  | 19                 | —                  | —                  | —                  | Charm School                                            |
| 2011 | "Speak to Me"                                               | —                  | —                  | —                  | —                  | —                  | —                  | —                  | —                  | —                  | —                  | —                  | Charm School                                            |
| 2011 | "Way Out"                                                   | —                  | —                  | —                  | —                  | —                  | —                  | —                  | —                  | —                  | —                  | —                  | Charm School                                            |
| 2011 | "No One Makes It On Her Own"                                | —                  | —                  | —                  | —                  | —                  | —                  | —                  | —                  | —                  | —                  | —                  | Charm School                                            |
| 2012 | "It's Possible"                                             | —                  | —                  | —                  | —                  | 64                 | —                  | —                  | —                  | —                  | —                  | —                  | Travelling                                              |
| 2012 | "The Sweet Hello, The Sad Goodbye" (Bassflow remake)        | —                  | —                  | —                  | —                  | —                  | —                  | —                  | —                  | —                  | —                  | —                  | XXX - The 30 Biggest Hits                               |
| 2015 | "The Look (Remake 2015)"                                    | —                  | —                  | —                  | —                  | —                  | —                  | —                  | —                  | —                  | —                  | —                  |                                                         |
| 2016 | "It Just Happens"                                           | —                  | —                  | —                  | —                  | —                  | —                  | —                  | —                  | —                  | —                  | —                  | Good Karma                                              |
| 2016 | "Some Other Summer"                                         | —                  | —                  | —                  | —                  | —                  | —                  | —                  | —                  | —                  | —                  | —                  | Good Karma                                              |
| 2016 | "Why Don't You Bring Me Flowers"                            | —                  | —                  | —                  | —                  | —                  | —                  | —                  | —                  | —                  | —                  | —                  | Good Karma                                              |
| 2020 | "Help! (Abbey Road Sessions November 1995)"                 | —                  | —                  | —                  | —                  | —                  | —                  | —                  | —                  | —                  | —                  | —                  | Bag Of Trix                                             |
| 2020 | "Let Your Heart Dance With Me"                              | —                  | —                  | —                  | —                  | —                  | —                  | —                  | —                  | —                  | —                  | —                  | Bag Of Trix                                             |
| 2020 | "Tu No Me Comprendes (You Don't Understand Me)"             | —                  | —                  | —                  | —                  | —                  | —                  | —                  | —                  | —                  | —                  | —                  | Bag Of Trix                                             |
| 2020 | "Piece Of Cake"                                             | —                  | —                  | —                  | —                  | —                  | —                  | —                  | —                  | —                  | —                  | —                  | Bag Of Trix                                             |

### Singoli Promozionali
- 1991: "The Sweet Hello, The Sad Goodbye" (EMI)
- 1993: "Love Is All" (EMI)
- 1996: "I Don't Want to Get Hurt" (EMI, Brasile)
- 1997: "Soy Una Mujer" [Fading Like A Flower (Every Time You Leave)] EMI, Messico)
- 1997: "I Call Your Name" (EMI, Spagna)
- 1997: "From One Heart to Another" (EMI, Messico)
- 1998: "Neverending Love" (EMI, Spagna)
- 1999: "Quisiera Volar" [Wish I Could Fly] (EMI, Spagna)
- 2006: "The Rox Medley" (EMI/Capitol Records)
- 2012: "The Sweet Hello, The Sad Goodbye"

## Video Album
| Anno | Titolo |
| ---- | --- |
| 1989 | Sweden Live - Data di pubblicazione: February 17, 1989 - Etichetta: Toshiba EMI - Formato: VHS, Laserdisc                                                                       |
| 1989 | Look Sharp Live - Data di pubblicazione: October, 1989 - Etichetta: Picture Music International - Formato: VHS                                                                  |
| 1991 | The Videos - Data di pubblicazione: November 16, 1991 - Etichetta: Picture Music International - Formato: VHS, Laserdisc                                                        |
| 1992 | Live-Ism - Data di pubblicazione: October 5, 1992 - Etichetta: Picture Music International - Formato: VHS, Laserdisc                                                            |
| 1995 | Don't Bore Us, Get to the Chorus! - Roxette's Greatest Video Hits - Data di pubblicazione: December 20, 1995 - Etichetta: Picture Music International - Formato: VHS, Laserdisc |
| 1996 | Crash! Boom! Live! - Data di pubblicazione: September 19, 1996 - Etichetta: Picture Music International - Formato: VHS, Laserdisc                                               |
| 2001 | All Videos Ever Made & More! The Complete Collection 1987-2001 - Data di pubblicazione: November 19, 2001 - Etichetta: Roxette Recordings/EMI - Formato: DVD                    |
| 2003 | Ballad & Pop Hits - The Complete Video Collection - Data di pubblicazione: November 17, 2003 - Etichetta: Roxette Recordings/EMI - Formato: DVD                                 |
| 2013 | Roxette Live: Travelling The World - Data di pubblicazione: December 6, 2013 - Etichetta: Roxette Recordings/Parlophone/Warner Music - Formato: DVD+CD, Bluray+CD               |
| 2016 | Roxette Diaries - The Private Home Videos 1987-1995 - Data di pubblicazione: Marzo 2016 - Etichetta: Roxette Recordings - Formato: DVD, Digitale                                |
| 2018 | Boxette - Data di pubblicazione: 5 Ottobre 2018 - Etichetta: Roxette Recordings/Parlophone/Warner Music - Formato: DVD                                                          |

## Video Musicali
| Anno | Video                                                      | Direttore                      |
| ---- | ---------------------------------------------------------- | ------------------------------ |
| 1987 | Never Ending Love (Early Version)                          | -                              |
| 1987 | I Call Your Name (Early Version)                           | Sonet Media AB                 |
| 1987 | Never Ending Love                                          | Rikard Petrelius               |
| 1987 | Soul Deep                                                  | Rikard Petrelius               |
| 1987 | It Must Have Been Love (Christmass For The Broken Hearted) | Sonet Media AB                 |
| 1988 | I Call Your Name                                           | Jeroen Camphoff                |
| 1988 | Chances                                                    | Jeroen Camphoff                |
| 1988 | Listen To Your Heart (Early Version)                       | Jeroen Camphoff                |
| 1988 | The Look (Early Version)                                   | Mats Jonstam                   |
| 1989 | The Look                                                   | Peter Heath                    |
| 1989 | Dressed For Success                                        | Peter Heath                    |
| 1989 | Listen To Your Heart                                       | Doug Freel                     |
| 1989 | Dangerous                                                  | Doug Freel                     |
| 1989 | Silverblue                                                 | Doug Freel                     |
| 1990 | It Must Have Been Love (Pretty Woman Version)              | Doug Freel                     |
| 1991 | It Must Have Been Love                                     | Doug Freel                     |
| 1991 | Joyride                                                    | Doug Freel                     |
| 1991 | Fading Like A Flower (Everytime You Leave)                 | Doug Freel                     |
| 1991 | The Big L.                                                 | Anders Skog                    |
| 1991 | Spending My Time                                           | Wayne Isham                    |
| 1991 | (Do You Get) Excited                                       | Wayne Isham                    |
| 1992 | Church Of Your Heart                                       | Wayne Isham                    |
| 1992 | How Do You Do                                              | Anders Skog                    |
| 1992 | Queen Of Rain                                              | Matt Murray                    |
| 1993 | Fingertips"93                                              | Jonas Akerlund                 |
| 1993 | Almost Unreal (Super Mario Bros Version)                   | Michael Goeghegan              |
| 1993 | Almost Unreal                                              | Michael Goeghegan              |
| 1994 | Sleeping In My Car                                         | Michael Goeghegan              |
| 1994 | Crash! Boom! Bang!                                         | Michael Goeghegan              |
| 1994 | Fireworks                                                  | Michael Goeghegan              |
| 1994 | Run To You                                                 | Jonas Akerlund                 |
| 1995 | Vulnerable                                                 | Jonas Akerlund                 |
| 1995 | You Don't Understand Me                                    | Grag Masuak                    |
| 1996 | June Afternoon                                             | Jonas Akerlund                 |
| 1996 | She Doesnt Live Here Anymore                               | Jonas Akerlund                 |
| 1996 | Un Dia Sin Ti                                              | Jonas Akerlund                 |
| 1999 | Wish I Could Fly                                           | Jonas Akerlund                 |
| 1999 | Anyone                                                     | Jonas Akerlund                 |
| 1999 | Stars                                                      | Anton Corbijn                  |
| 1999 | Salvation                                                  | Anton Corbijn                  |
| 2001 | The Centre Of The Heart (Is A Suburb To The Brain)         | Jonas Akerlund                 |
| 2001 | Real Sugar                                                 | Jesper Hiro                    |
| 2001 | Milk And Toast And Honey                                   | Jesper Hiro                    |
| 2002 | A Thing About You                                          | Jonas Akerlund                 |
| 2003 | Opportunity Nox                                            | Kristoffer Dios/Jonas Akerlund |
| 2006 | One Wish                                                   | Jonas Akerlund                 |
| 2011 | She's Got Nothing On (But The Radio)                       | Mats Udd                       |
| 2011 | Way Out                                                    | Magnus Ohrlund/Mikael Sandberg |
| 2011 | Speak To Me (Bassflow Remake)                              | Mikale Sandberg                |
| 2011 | No One Makes It On Her Own                                 | Tanya Rush                     |
| 2012 | It's Possible                                              | David Nord                     |
| 2016 | It Just Happens                                            | Tobias Nordquist               |